# Ян, Бегум
Бегум Ян — врач и основательница Ассоциации благосостояния женщин племён, которая знакомит женщин из племен Северо-Западного Пакистана с их правами и дает им медицинскую подготовку. Она выросла в Южном Вазиристане, консервативном районе Пакистана, отец помог ей стать врачом. В детстве она ходила в школу для мальчиков, потому что школы для девочек не было, и когда старейшины племени запретили ей посещать среднюю школу, она училась с репетитором.
В 2007 году на общенациональном женском протесте против священнослужителей, пропагандирующих теракты смертников и другое насилие, Ян возглавила протест Ассоциации благосостояния женщин племён. На 2008 год она председатель этой ассоциации.
В 2008 году она удостоилась Международной женской премии за отвагу, став первой пакистанкой, получившей эту награду.